# Pont de Sant Ferran

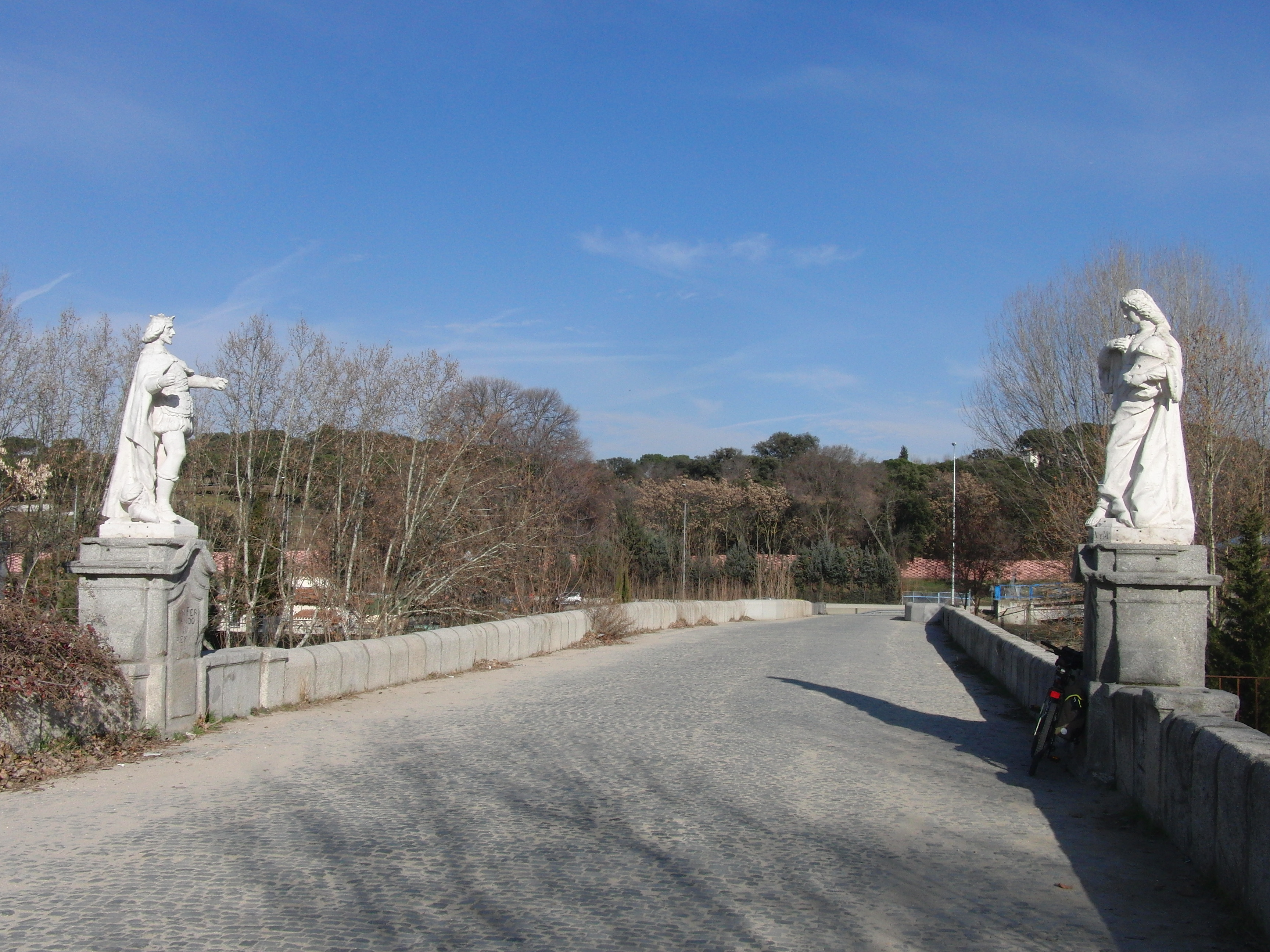
Empedrat del pont.

El pont de Sant Ferran (en castellà i oficialment, Puente de San Fernando) es troba en la part nord-occidental del terme municipal de Madrid. S'alça sobre el riu Manzanares, en una zona pròxima a la muntanya de El Pardo i l'Hipòdrom de la Zarzuela, al costat de la A-6 (km. 7) i l'anomenat nus de la Puerta de Hierro, mitjançant el qual es connecta aquesta autopista amb la M-30. L'existència d'una illa en la zona mitjana del riu permet dir que el pont es compon de dos trams. La proximitat d'aquestes carreteres dificulta tant la seva visibilitat com el seu accés. En l'actualitat, el Pont de Sant Ferran forma part de l'anell verd ciclista de Madrid.

## Història
Abans existia un pont denominat pont verd de pedra, una espècie de passarel·la que donava accés al Pardo. Per aquesta raó en la literatura es diu també nou pont verd de pedra. Existia la intenció prèvia de Felip V que havia donat una ordre mitjançant la qual es manava fer un Camí des de la capital fins al Lloc Real del Pardo, del qual formava part la passarel·la. Finalment, el nou pont va ser construït l'any 1749, durant el regnat de Ferran VI i el seu disseny es va encarregar a l'arquitecte Jaume Bort i Melià. La denominació del pont es deu al sant onomàstic de Ferran VI. Les estàtues van ser realitzades per l'escultor Vicente Bort, germà de l'arquitecte. El pont va sofrir algunes modificacions a causa dels desperfectes causats per les fortes riuades de 1856, procedint a un recalçat de les piles.
A causa de l'increment de trànsit vehicular, en 1921 es realitzen operacions de restauració i s'eixamplen algunes zones del pont, mitjançant la construcció de volades de formigó. En la Guerra Civil durant la batalla de la Ciutat Universitària de Madrid que involucrava la defensa de Madrid es produeixen diferents episodis de recuperació i pèrdua de posicions per tots dos bàndols. Fins a l'últim terç del segle xx, el pont servia d'enllaç entre la M-30 i la A-6, suportant un intens trànsit. Després de la construcció d'un viaducte en els seus voltants, que compleix aquesta comesa, la circulació d'automòbils està prohibida. En l'actualitat, el Pont de Sant Ferran forma part del anell verd ciclista de Madrid.

## Característiques
El pont es troba dividit en dos trams separats per una pilastra que se suporta en una illa. El tram de l'esquerra posseeix quatre arcs: dos de mig punt i altres dos rebaixats. En el tram dret existien dos arcs, però una riuada de 1856 va danyar l'arc pròxim a la pilastra. Una reparació posterior va fer que es reconstruís en tres arcs, sent l'encarregat l'enginyer Francisco Javier Boguerín. Realitzat enterament en pedra de granit, se sosté sobre sis ulls, en mig punt, que salven el corrent. Presenta diferents elements ornamentals, entre els quals destaquen les estàtues onomàstiques situades en el centre de l'ampit de Sant Ferran, proporcionant el nom al pont, i de Bàrbara de Nicomèdia, totes dues instal·lades a la muralleta. Aquestes escultures van ser erigides en honor de Ferran VI i de la seva esposa, Bàrbara de Bragança, per ser els sants dels qui provenen els seus respectius noms. És possible que hagin existit en el pont altres adorns de menor importància.